# Katie Douglas (színművész)
Katie Douglas (Burlington, 1998. október 19. –) kanadai színésznő.
Legismertebb alakítása Sally Wilcox a Parafalva című sorozatban, de főszereplőként feltűnt A kegyes gyilkos és a Ginny és Georgia című műsorokban is.

## Élete és pályafutása
Hatévesen már a Great Big Színtársulathoz járt. A Nelson High Schoolba járt Burlingtonban.
Első szerepe a F2: Forensic Factor című televíziós sorozat egy 2007-es epizódjában volt. 2013 és 2014 között egy évad erejéig a Discovery Family Parafalva című fantasysorozatában szerepelt. 2014-ben feltűnt a Defiance: The Lost Ones című tévéműsor epizódjaiban, majd 2017 és 2019 között A kegyes gyilkos drámasorozat főszereplője volt. 2018-ban a Level 16 című sci-fi horrorfilmben láthatták a nézők. Még ebben az évben játszott a Believe Me: The Abduction of Lisa McVey című, igaz történetet feldolgozó tévéfilmben is. 2021-től a Ginny és Georgia című vígjáték-drámasorozat egyik főszereplője.

## Filmográfia

### Film
| Év   | Magyar cím                | Eredeti cím          | Szerep            | Magyar hang    |
| ---- | ------------------------- | -------------------- | ----------------- | -------------- |
| 2013 | Megszállottság            | Compulsion           | Saffron fiatalon  |                |
| 2018 |                           | Level 16             | Vivien            |                |
| 2018 | Nap nap után              | Every Day            | Megan / A         | Győrfi Laura   |
| 2021 |                           | Double Edged         | Evelyn / Samantha |                |
| 2023 |                           | The Walk             | Kate Coughlin     |                |
| 2024 | Lazareth – Az erdő mélyén | Lazareth             | Imogen            | Ruszkai Szonja |
| 2025 | Óvakodj a bohóctól        | Clown in a Cornfield | Quinn Maybrook    | Csuha Borbála  |

### Televízió
| Év        | Magyar cím           | Eredeti cím                             | Szerep                | Megjegyzések                                             |
| --------- | -------------------- | --------------------------------------- | --------------------- | -------------------------------------------------------- |
| 2007      |                      | F2: Forensic Factor                     | Brenda                | 1 epizód                                                 |
| 2009      | Elit egység          | Flashpoint                              | Jennifer Sabiston     | 1 epizód                                                 |
| 2011      |                      | Stay with Me                            | Lucy                  | tévéfilm                                                 |
| 2012      |                      | Sunshine Sketches of a Little Town      | Rose Leacock          | tévéfilm                                                 |
| 2012      |                      | Less Than Kind                          | Brenda                | 3 epizód                                                 |
| 2012      | Alfák                | Alphas                                  | Nina tinédzserként    | 1 epizód                                                 |
| 2014      |                      | Defiance: The Lost Ones                 | Irisa fiatalon        | 5 epizód                                                 |
| 2013–2014 | Parafalva            | Spooksville                             | Sally Wilcox          | - főszereplő (22 epizód) - magyar hangja: - Csifó Dorina |
| 2013–2015 | Az ellenállás városa | Defiance                                | Irisa fiatalon / Irzu | 10 epizód                                                |
| 2014      | Hope Klinika         | Saving Hope                             | Tatum                 | 1 epizód                                                 |
| 2015–2016 |                      | Max & Shred                             | Melanie               | 2 epizód                                                 |
| 2016      |                      | Eyewitness                              | Bella Milonkovic      | 4 epizód                                                 |
| 2016–2019 |                      | Raising Expectations                    | Connor Wayney         | főszereplő (26 epizód)                                   |
| 2017–2019 | A kegyes gyilkos     | Mary Kills People                       | Naomi Malik           | főszereplő (18 epizód)                                   |
| 2018      | Rémségek naplója     | Creeped Out                             | Indigo                | 2 epizód                                                 |
| 2018      | Az igazság terhe     | Burden of Truth                         | Amanda Parson         | - 2 epizód - magyar hangja: - Ruszkai Szonja             |
| 2018      |                      | Believe Me: The Abduction of Lisa McVey | Lisa McVey            | tévéfilm                                                 |
| 2019      | Túl a gyászon        | Thicker Than Water                      | Addie Decker          | tévéfilm                                                 |
| 2020      |                      | Nurses                                  | Sasha                 | 1 epizód                                                 |
| 2021–2023 | Ginny és Georgia     | Ginny & Georgia                         | Abby                  | főszereplő (20 epizód)                                   |
| 2021–2023 |                      | Pretty Hard Cases                       | Jackie Sullivan       | főszereplő (16 epizód)                                   |

## Fordítás
- Ez a szócikk részben vagy egészben  a   Katie Douglas (actress) című angol Wikipédia-szócikk fordításán alapul.  Az eredeti cikk szerkesztőit annak laptörténete sorolja fel. Ez a jelzés csupán a megfogalmazás eredetét és a szerzői jogokat jelzi, nem szolgál a cikkben szereplő információk forrásmegjelöléseként.